# 嵊州话
嵊州话是浙江省嵊州市的吳語方言，属于汉语族吴语太湖片临绍小片。越剧舞台语音即以嵊州方言为基础。浙江人民广播电台曾以嵊州方言对省内播放节目。

## 语音
嵊州话具有声母30个，韵母46个，声调8个（平上去入，并各分阴阳）。